# أستا سييمبري

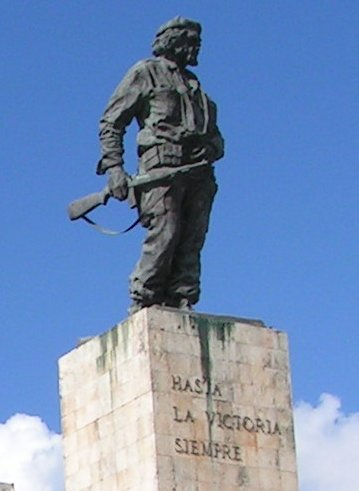
جزء من نصب تذكار تشي غيفارا في سانتا كلارا في كوبا

أستا سييمبري (أستا سيمبري كوماندانتي) (بالإسبانية: Hasta siempre) أو (بالإسبانية: Hasta siempre comandante)
هي أغنية باللغة الإسبانية من تأليف الملحن الكوبي كارلوس بويبلا سنة 1965.
هذه الرسالة هي رد على رسالة الوداع التي ألقاها تشي غيفارا حين مغادرته كوبا.
الأغنية تذكر لحظات مهمة من الثورة الكوبية ، وتمجد شخصية تشي غيفارا ودوره كقائد ثوري. أصبحت الأغنية رمز بعد وفاة تشي ، أخرج بعدها العديد من الفنانين إصدارات خاصة بهم.
عنوان الأغنية يعود إلى مقولة غيفارا الشهيرة "Hasta la Victoria Siempre" (دائما حتى النصر).

## الكلمات
| ترجمة للعربيّة تعلّمنا أن نهواك من مرتفعات التاريخ حيث شمس بسالتك وضعتك على حافة الموت اللازمة: هنا لا تزال واضحة الشفافية الحميمة لوجودكم العزيز أيها القائد تشي غيفارا يدك المجيدة والقوية تشعل التاريخ عندما تكون كافة سانتا كلارا تنهض لرؤيتك [اللازمة] أتيت حرق النسيم مع شمس الربيع لزرع العلم مع نور ابتسامتك [اللازمة] حبّك الثوري يقودك إلى مشروع جديد حيث نتوقع القوة من ذراعك المحرّر [اللازمة] سنواصل كما كنّا إلى جانبك و مع فيدل نقول لك: معك إلى الأبد أيها القائد! [اللازمة] | النص الأصلي بالإسبانية Aprendimos a quererte desde la histórica altura donde el Sol de tu bravura .puso cerco a la muerte :Chorus ,Aquí se queda la clara la entrañable transparencia ,de tu querida presencia .Comandante Che Guevara Tu mano gloriosa y fuerte sobre la Historia dispara cuando todo Santa Clara .se despierta para verte [Chorus] Vienes quemando la brisa con soles de primavera para plantar la bandera .con la luz de tu sonrisa [Chorus] Tu amor revolucionario te conduce a nueva empresa donde esperan la firmeza .de tu brazo libertario [Chorus] ,Seguiremos adelante ,como junto a tí seguimos :y con Fidel te decimos «!Hasta siempre, Comandante» [Chorus] |